# Мохави Вали (Аризона)
Мохави Вали (енгл. Mohave Valley) насељено је место без административног статуса у америчкој савезној држави Аризона.

## Демографија
По попису из 2010. године број становника је 2.616, што је 11.078 (-80,9%) становника мање него 2000. године.
| Група             | 2000.          | 2010.         |
| Белци             | 11.393 (83,2%) | 1.874 (71,6%) |
| Афроамериканци    | 62 (0,5%)      | 17 (0,6%)     |
| Азијати           | 129 (0,9%)     | 14 (0,5%)     |
| Хиспаноамериканци | 1.640 (12,0%)  | 550 (21,0%)   |
| Укупно            | 13.694         | 2.616         |